# Церква Покрови Пресвятої Богородиці (Котів)
Церква Покрови Пресвятої Богородиці в Котові — парафія і храм греко-католицької громади Бережанського деканату Тернопільсько-Зборівської архієпархії Української греко-католицької церкви в селі Котів Тернопільського району Тернопільської области.
Оголошена пам'яткою архітектури місцевого значення.

## Історія церкви
Храм у селі Котів був збудований у 1928 році на пожертви місцевої громади. Його освятили у 1933 році.
До 1946 року парафія належала УГКЦ, а з 1991 року знову повернулася в її лоно. З 1928 по 1946 рік храм використовували греко-католики.
У 1999 році парафію відвідав владика Зборівської єпархії Михаїл Колтун.
При парафії діють такі спільноти:
- Братство Матері Божої Неустанної Помочі (з 2011 року).
- Спільнота «Матері в молитві» (з 2011 року).
- Марійська дружина та Вівтарна дружина (утворені у 2008–2010 роках), які очолюють Юля Пасічник та Володимир Гураль.

На території парафії встановлені хрести. Парафія володіє проборством.

## Парохи
- о. Кордуба,
- о. Іван Заверуха,
- о. Петро Половко,
- о. Володимир Заболотний,
- о. Михайло Коваль,
- о. Петро Статків (з березня 1997).